# 山脇東洋

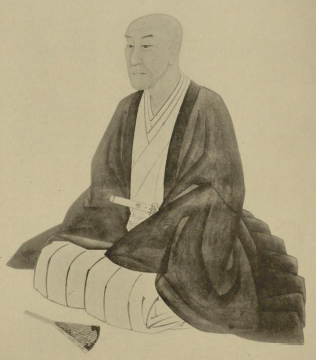
山脇東洋（医家）

山脇 東洋（やまわき とうよう、宝永2年12月18日（1706年2月1日）- 宝暦12年8月8日（1762年9月25日））は、江戸時代の医学者。人体解剖を幕府の医官として日本で初めて行い、その記録を公表した「親試実験」主義の先駆者の一人。日本近代医学の端緒を打ち立てた人物と評される。
東洋は後の号で、はじめは移山。名は尚徳、字は玄飛、子樹。子に山脇東門、門下に小林方秀、淡輪元潜、永富独嘯庵、小杉玄適、原松庵、山脇東門らがいる。
古方派の五大家（後藤艮山、香川修庵、山脇東洋、吉益東洞、松原一閑斎）、あるいは四大家（後藤、香川、山脇、吉益）の一人と称される。

## 略歴

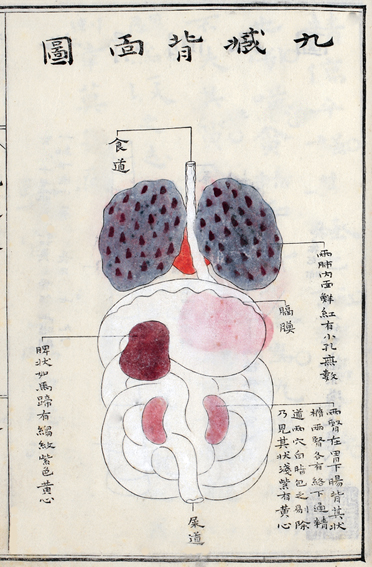
九臓背面図（『蔵志』）

法眼・山脇玄脩に師事した清水立安（丹波国亀山〈現亀岡市〉出身）の子として生まれる。享保11年（1726年）その素質を見込まれて橘姓の山脇家養子となり、享保14年（1729年）に家督を相続して三代目を継いだ。後藤艮山から、理論よりも実践を重視する古医方を学んで法眼に叙され、延享3年（1746年）には唐代の医学書『外台秘要方』を復刻したが、陰陽五行説に基づく中国古来の人体の内景説（五臓六腑）を疑うようになる。
その後、後藤艮山の助言を得て試みたカワウソの解剖によっておおよそ人体の蔵象は想像できたものの、疑問は解消しなかった。同じ年の宝暦4年（1754年）、京都所司代・酒井忠用の許可が下りたことにより、閏2月7日、西土手刑場で斬首された死刑囚・屈嘉の腑分けに立会い、その観察記録を行って十年来の疑問を氷解するに至る。宝暦9年（1759年）にはその成果を解剖図録『蔵志』（二巻）として刊行。漢方医による五臓六腑説など、身体機能認識の誤謬を指摘した。
人体解剖そのものへの抵抗が強かった当時は、吉益東洞ら古医方においても否定的に受け取られたが、国内初の医学的な人体解剖は蘭書の正確性を証明し、医学界に大きな影響を与えた。東洋は宝暦8年（1758年）にもさらに一回解剖を行っており、その後東洋の影響を受けた杉田玄白、前野良沢らがより正確性の高いオランダ医学書の翻訳に着手するなど、日本医学が近代化する契機を作った。
学統下には小林順堂、小石元俊、亀井南冥、小田享叔、永富充国、原南陽、賀川玄迪、奥劣斎、山脇東海らが居り、東洋東門東海三代の門人には合計708人が名を連ねる（『山脇家門人帳』）。

## ゆかりの地

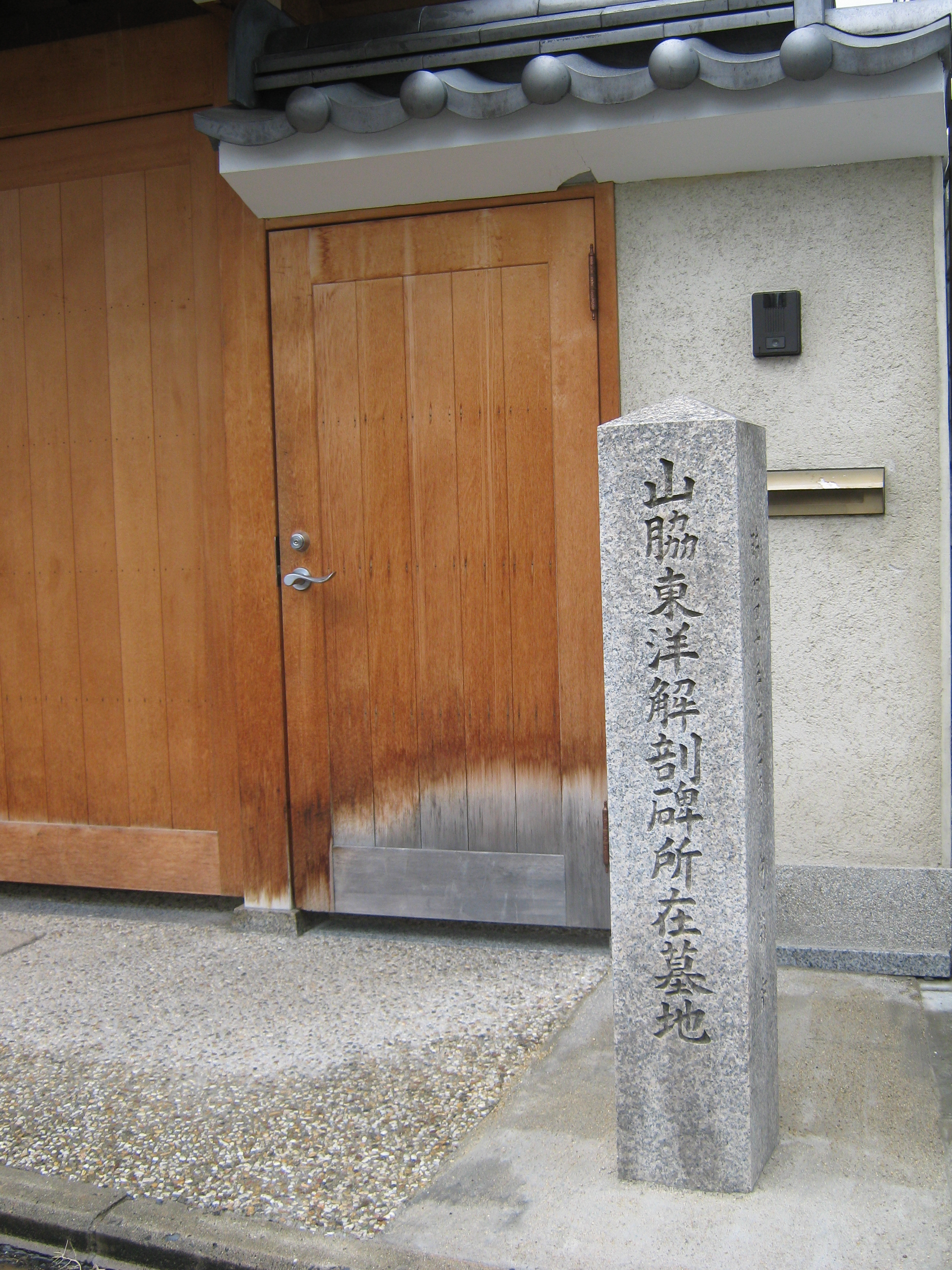
誓願寺墓地入口

東洋が屈嘉の解剖を行った六角牢獄の跡地（京都市中京区大宮通六角西入ル。明治時代以降は京都感化保護院）には、日本医師会、日本医史学会、日本解剖学会、京都府医師会が東洋を顕彰して建てた「山脇東洋観臓之地」記念碑、山脇東洋顕彰会による「近代医学発祥之地」の標柱がある（外部リンク参照）。これは東洋没後二百年記念の1962年（昭和37年）にかなわなかった石碑の建立を1976年（昭和51年）に至ってその宿願を達成したものである。
東洋は最初の解剖の翌月、京都の誓願寺塔頭随心庵において屈嘉を慰霊する法要を営んでおり、これは現在全国各地の医科大学などが行っている解剖体慰霊祭の淵源とされる。誓願寺の墓地には「山脇社中解剖供養碑」が建立され、屈嘉以来、山脇家代々が解剖を行った十四名（うち女屍四名）の戒名を刻む。墓地の門前に「山脇東洋解剖碑所在墓地」の石柱が建てられている。山脇家の墓石もこの誓願寺にあるが、実際に葬られているのは二代道立と四代東海の次男玄坤のみで、東洋らほかは京都市伏見区深草の真宗院（しんじゅいん）に埋葬されている。

## 山脇家
楠木正成の末裔とも伝えられる山脇家の祖は、橘姓を名乗って近江国浅井郡山脇村（現滋賀県長浜市湖北町山脇）に住んでいた。
初代は山脇玄心（1596-1678年）で慶長年間に曲直瀬玄朔に学んで侍医となった。玄心の養子となった山脇玄脩が二代目、この山脇家の養子に入って三代目を継いだのが山脇東洋である。以下、四代東門（1735-1782）、五代東海（1757-1834）、六代東圃、七代東州、八代忠孚、九代圭吉、十代洋二と続く。
四代東門、五代東海は、いずれも法眼に進んで解剖を行い図巻を著している。十代山脇洋二（1907-1982）は彫金家として東京芸術大学の名誉教授をつとめた。